# Prokopiosz (történetíró)
Kaiszareiai Prokopiosz (Προκόπιος ὁ Καισαρεύς, Prokópiosz ó Kaiszareusz, latinul: Procopius Caesariensis), (Caesarea Maritima, 500 körül – Konstantinápoly, 562 körül) kora középkori bizánci történetíró, aki legfőképpen I. Justinianus császár alatti háborúk leírásáról ismert.

## Élete
Kaiszareiában született, jogot tanult, majd Konstantinápolyban (ma: Isztambul) gyakorolt. Procopius a Palesztina provincia akkori adminisztrációs központjában Caesarea Maritima városában született 500 környékén. Valószínűleg a város védőszentjéről, a mártírhalált halt 4. századi Prokopiosról kaphatta nevét.
Családjának módjában állt taníttatni, így minden bizonnyal a gázai görög iskolában tanulhatott, de tanulmányait Bejrútban is folytathatta. Anyanyelve a görög volt, de jártas volt a latin, perzsa és gót nyelvekben is.
526 vagy 527-ben Flavius Belisariushoz, Daras város helyőrségének kapitányához és hadvezérhez került tanácsosként, akit elkísért felívelő katonai pályája során (530 ibér háború a Szászánida Birodalom ellen, 532 konstantinápolyi Nika-lázadás leverése, 533 észak-afrikai vandál háború, 535-540 itáliai osztrogótok elleni háború). 
540-ben Ravenna bevétele után visszatért Konstantinápolyba, ahol 542-ben átélte a pestist. Később magas rangokat (ilustris, talán patríciusit is) és hivatalokat kapott, melyekről azonban nem maradtak fenn pontos információk. Visszatérte után történetírói munkájának szentelte idejét, mely a justinianusi háborúkat dolgozta fel 550-ig bezáróan.

## Művei

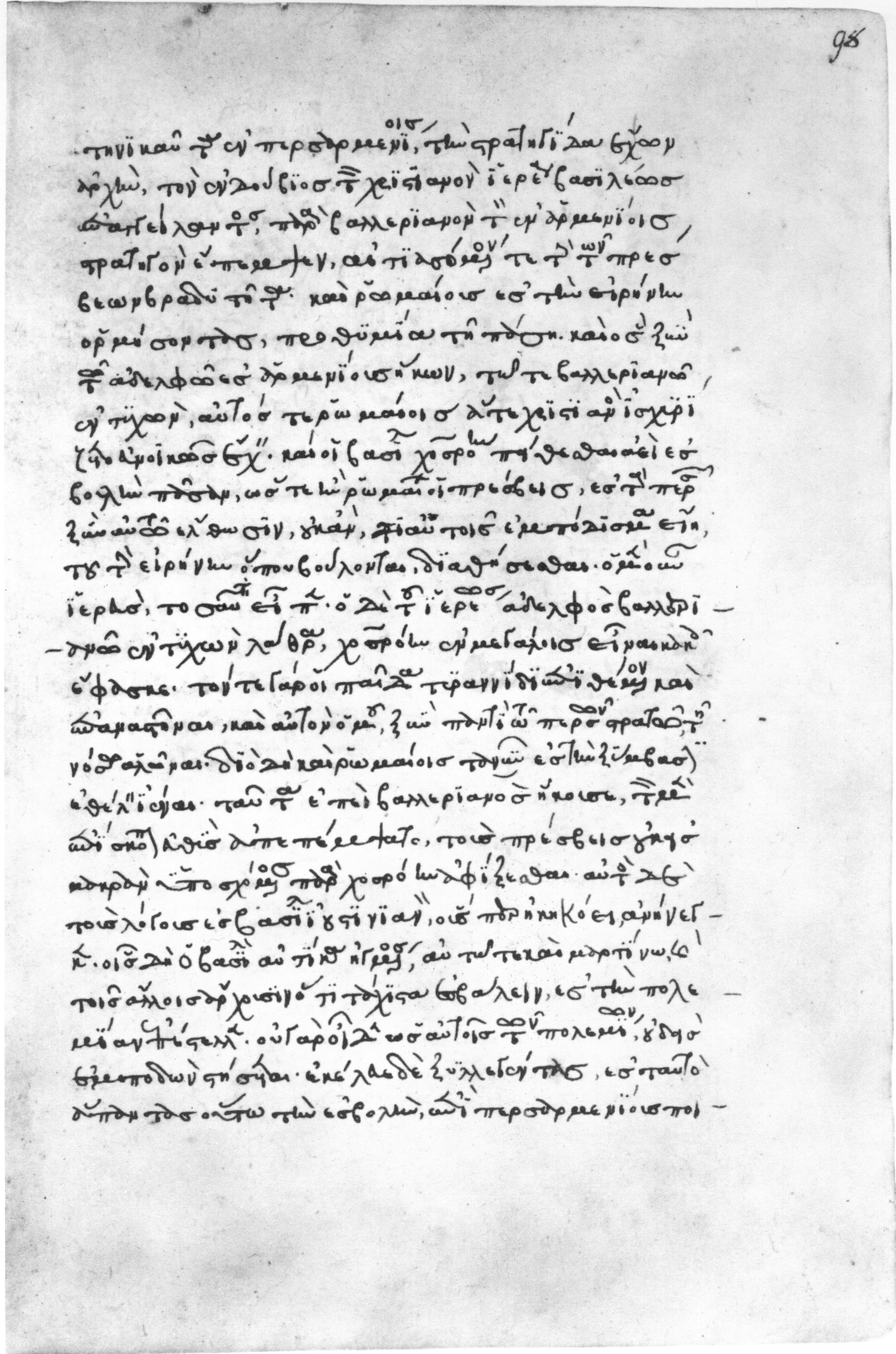
A háborúk könyve kéziratának egy oldala, Biblioteca Marciana, Gr. 398, fol. 98r.

Prokopiusz görögül írt. Legismertebb munkája A háborúk könyve. Az első két kötet a perzsa háborút írja le 550-ig; a következő kettő az afrikai csatáról szól; a másik három kötet az itáliai harcról ír; és a legutolsó kötet leír minden fontosabb eseményt 554-ig. 
Bár Prokopiusz főleg katonai ügyekben érzi otthon magát, más témákban is találhatók munkái. Munkái még a Titkos történet, egy kritikus magyarázat Jusztiniánusz, Belisar hadvezér, Theodora és a bizánci bíróság életéről; és a Jusztiniánusz építményei (553–555), ami egy könyv Jusztiniánusz építési programjáról.
- De aedificiis (Peri ktismaton – Épületekről, Justinianus magasztalása, 6 kötet maradt fenn)
- De bellis (Háborúkról – 8 kötet: 2 perzsa, 2 vandál, 3 ostrogót, 1 áttekintő vázlat)
- Historia arcana (Anecdota – Titkos történet, Justinianus kritikája, 558-559-es évek eseményei)

## Személye aRégi tudós világ históriájában
Budai Ézsaiás teológus és történetíró a Régi tudós világ históriája című 1802-es, Debrecenben megjelent nagy tudós-lexikonában a következőket írja Prokópioszról:
| PROCOPIUS Caesareából, Palaestinábann. Élt a’ VI-dik századbann. Eleinte Constantzinápolybann Prokátoroskodott, és ékesennszóllást tanított. Azutánn, mint Secretarius, vólt, Belizarius mellett; meghólt 562. tájánn. Írt Históriát 8. könyvekbenn, mellyeket két Tetrásra osztott. Az elsőnek Περσχα, a’ másodiknak Γοθιχα nevet adott. Amannak azért; mivel annak két első könyveibenn a’ Persákkal való hadakozások íratna le, 408-tól fogva 559-ig, (ugyan annak két utolsó könyveibenn, Afrikábann a’ Vandalusokkal, és Maurusokkal folytatott hadakozások adatnak elő, 395-től fogva 545-ig): az utolsó Tetrásnak pedig azért, mivel a Gothusokkal való hadakozást foglalja magábann, és 487-tenn kezdődvén, vivődik 552-ig. Procopius másik munkájának ez a’ titulusa: Κτισματα, vagy, De aedificiis conditis vel restauratis auspicio Justiniani Imperatoris Libr. 6. Harmadik munkája: ’Αυεχδοτα, az az titkos Históriája Justinianusnak; melybenn valami jót másutt Justinianusról és Belizariusról mondott, mind azt visszahúzza, és őket igen rút színekkel festi le; mint szinte Theodorának bujaságát is. Stilusa könnyen folyó, és idejéhez képest meglehetős. |

## Művei magyar fordításban
- részletek IN: (szerk.) Simon Róbert – Székely Magda – Dimitriosz Hadzisz: A bizánci irodalom kistükre, Európa Könyvkiadó, Budapest, 1974, ISBN 963-07-0345-9, 51–73 p
- Prokopios: Titkos történet. Ford., utószó, jegyz. Kapitánffy István. Budapest, Helikon Kiadó, 1984. ISBN 963-207-675-3, 217 p